# Opération Cartwheel

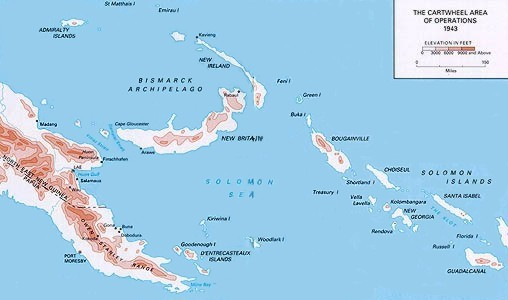
La partie orientale du territoire de la Nouvelle-Guinée et le nord des îles Salomon ; la zone dans laquelle s'est déroulée l'opération Cartwheel, à partir de juin 1943.

L'opération Cartwheel (1943-1944) est une opération militaire majeure pour les Alliés sur le théâtre pacifique de la Seconde Guerre mondiale.
Cartwheel était une opération visant à neutraliser la principale base japonaise de Rabaul, dirigée par le Commandement de la zone Pacifique Sud-Ouest (SWPA), le général Douglas MacArthur, dont les forces avaient avancé le long de la côte nord-est de la Nouvelle-Guinée et occupé les îles voisines. Les forces alliées de la South Pacific Area, sous l'amiral William Halsey, ont avancé à travers les îles Salomon vers Bougainville. Les forces alliées impliquées venaient d'Australie, des Pays-Bas, de Nouvelle-Zélande, des États-Unis et de diverses îles du Pacifique.

## Contexte

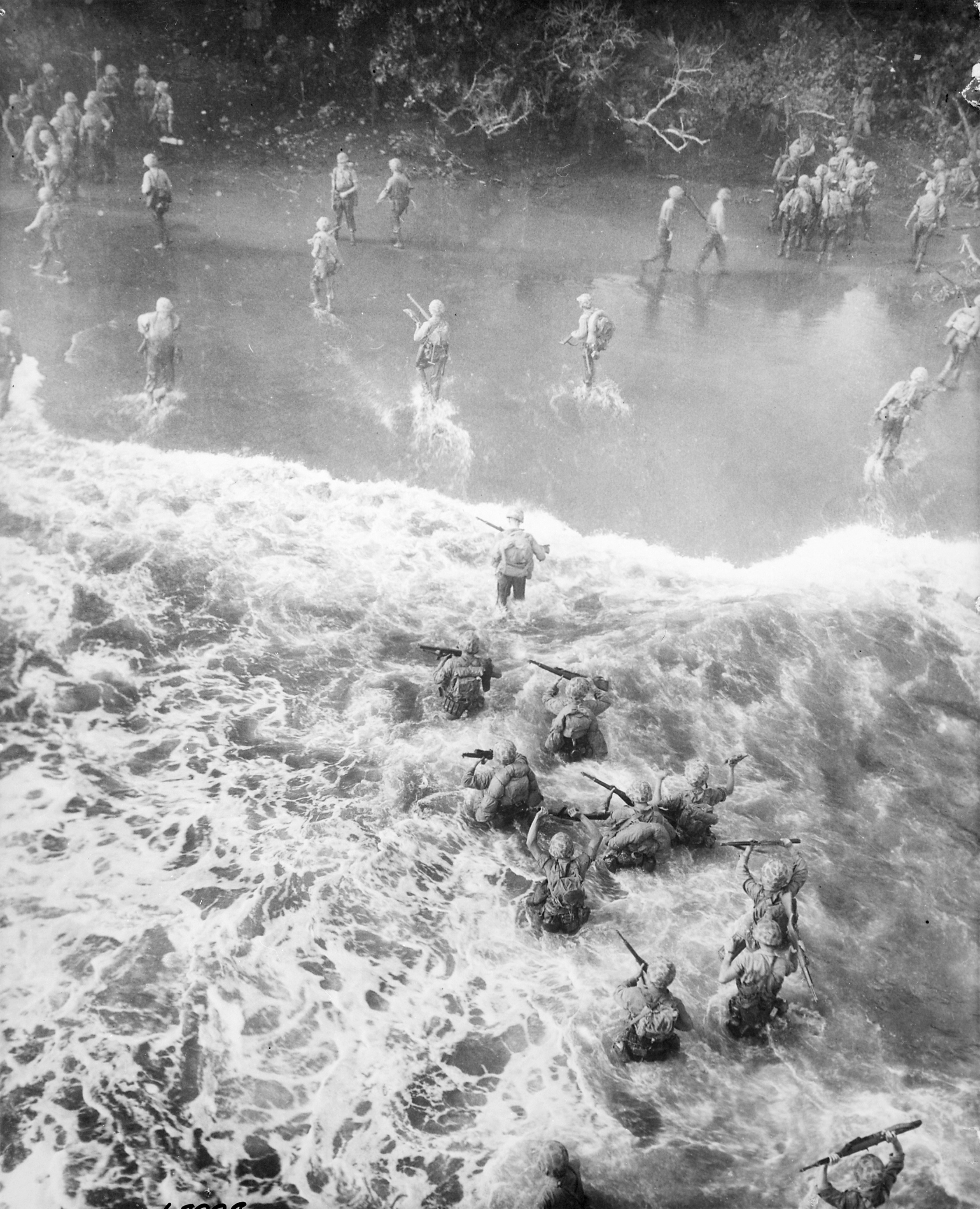
Marines débarquant au cap Gloucester, 26 décembre 1943.

Les forces japonaises avaient capturé Rabaul, en Nouvelle-Bretagne, dans le territoire de la Nouvelle-Guinée, aux forces australiennes en février 1942 et en avaient fait leur principale base avancée dans le Pacifique Sud, et le principal obstacle dans les deux théâtres alliés. MacArthur formule un plan stratégique, le plan Elkton, pour capturer Rabaul à partir de bases en Australie et en Nouvelle-Guinée. L'amiral Ernest J. King, le chef des opérations navales, propose un plan avec des éléments similaires mais sous le commandement de la marine. Le chef d'état-major de l'armée George C. Marshall, dont l'objectif principal est que les États-Unis concentrent leurs efforts contre l'Allemagne nazie en Europe et non contre les Japonais dans le Pacifique, propose un plan de compromis dans lequel la tâche doit divisée en trois étapes, le premier sous le commandement de la Marine et les deux autres sous la direction de MacArthur et le contrôle de l'Armée. Ce plan stratégique, qui ne sera jamais formellement adopté par les chefs d'état-major interarmées américains mais qui sera finalement mis en œuvre, prévoit ce qui suit :
- Capture de Tulagi (plus tard Guadalcanal) et des îles Santa Cruz (opération Watchtower)
- Capture de la côte nord-est de la Nouvelle-Guinée et du centre des Salomon[1]
- Reprendre Rabaul et les bases apparentées[1]

La bataille prolongée pour Guadalcanal, suivie de la prise sans opposition des îles Russell (opération Cleanslate) le 21 février 1943, entraîne des tentatives japonaises de renforcer la zone par voie maritime. Les forces aériennes de MacArthur ripostent lors de la bataille de la mer de Bismarck du 2 au 5 mars 1943. Les pertes désastreuses subies par les Japonais incite l'amiral Isoroku Yamamoto à lancer l'opération I-Go, une série d'attaques aériennes contre les aérodromes et navires alliés à Guadalcanal et en Nouvelle-Guinée, qui ont finalement abouti à sa mort, le 18 avril 1943.

## Mise en œuvre

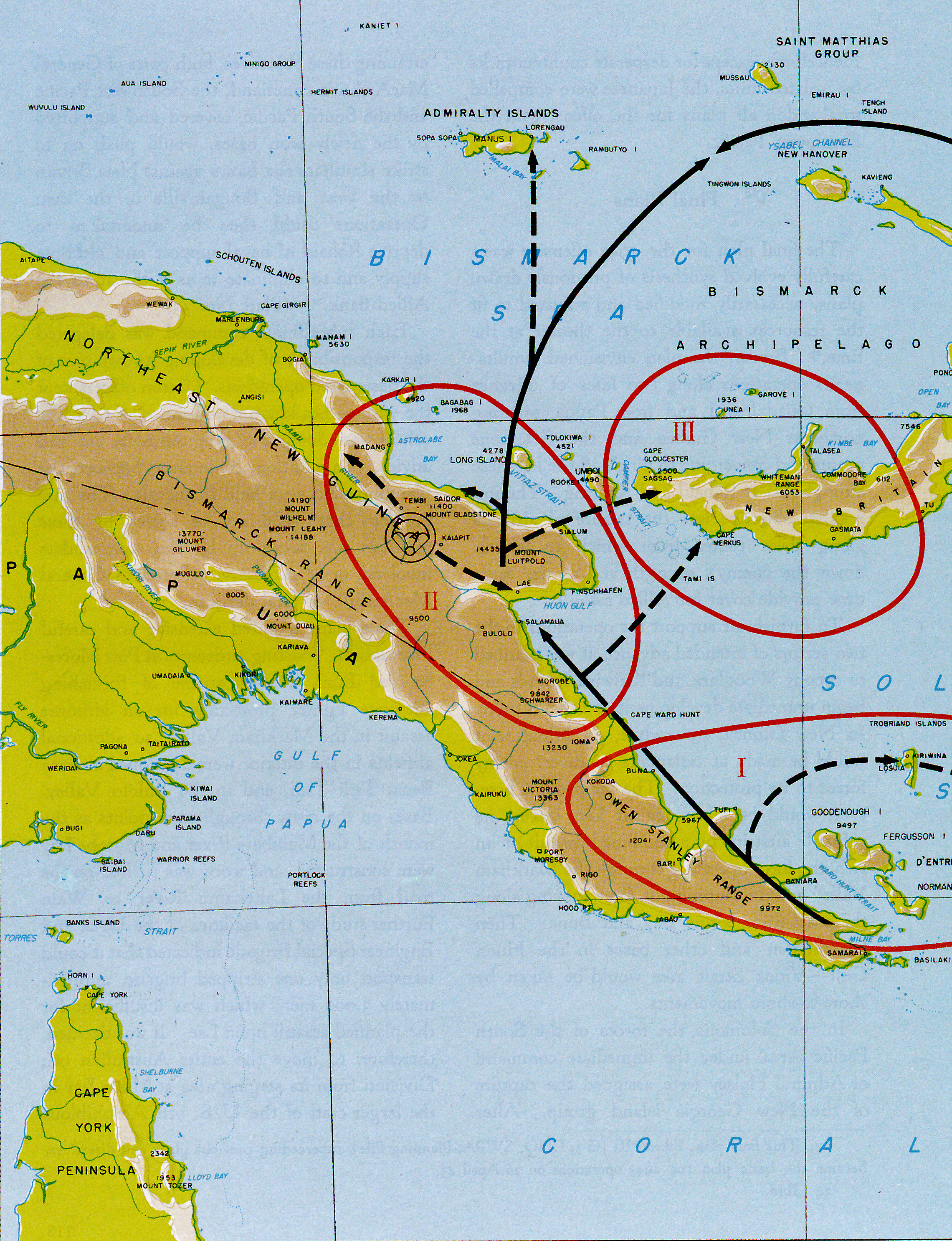
Plan Elkton III, mars 1943.

MacArthur présente Elkton III, son plan révisé pour prendre Rabaul avant 1944, le 12 février 1943. Cela lui demande d'attaquer le nord-est de la Nouvelle-Guinée et l'ouest de la Nouvelle-Bretagne. L'amiral William F. Halsey Jr., alors commandant de la région du Pacifique Sud, doit quant à lui attaquer les Salomon centrales. Le plan nécessite sept divisions de plus qu'il n'y en a déjà sur le théâtre, soulevant des objections de la part des Britanniques. Les chefs d'état-major répondent par une directive approuvant le plan seulement en déployant des troupes déjà présentes en opération ou en cours de déploiement ; la mise en œuvre devra être retardée de 60 jours. Elkton III devient alors Opération Cartwheel.

### Opérations

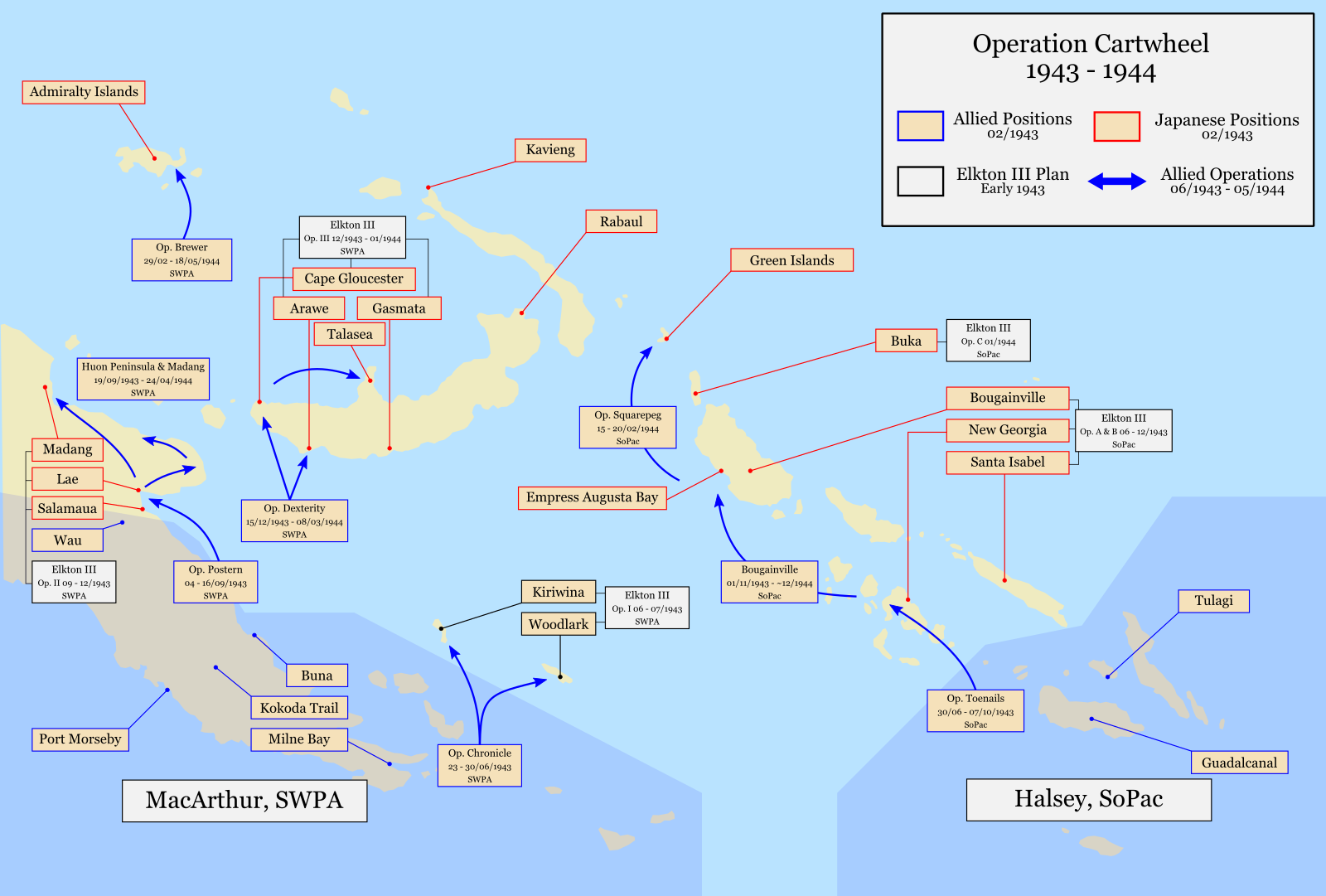
Carte des nombreuses opérations amphibies lors de l'opération Cartwheel.

Cartwheel identifie 13 opérations subordonnées proposées et fixe un calendrier pour leur lancement. Sur les 13, Rabaul, Kavieng et Kolombangara ont finalement été éliminés car trop coûteux et inutiles, et seuls 11 ont été réellement entrepris (les îles Green,, à seulement 117 milles de Rabaul, ont été remplacées par Kavieng) :
- Opération Chronicle - 30 juin 1943
  - Île Woodlark (112e régiment de cavalerie)
  - Kiriwina (158e Regimental Combat Team RCT américaine)
- Opération Toenails - 30 juin 1943
  - Nouvelle-Géorgie (43e division d'infanterie américaine) - 30 juin 1943
  - Segi Point, Nouvelle-Géorgie (4e bataillon de Marine Raider américain) - 21 juin 1943
  - Rendova (169e et 172e RCT américaine) - 30 juin 1943
  - Zanana, Nouvelle-Géorgie (169e et 172e RCT américaine) - 5 juillet 1943
  - Bairoko, Nouvelle-Géorgie (4e bataillon de Marine Raider américain) – 5 juillet 1943
  - Île d'Arundel (172e RCT, 43e division d'infanterie américaine) - 27 août 1943
- Vella Lavella (35e RCT, 25e division d'infanterie US, 3e division néo-zélandaise) – 15 août 1943
- Opération Potern - 5 septembre 1943
  - Lae, Nouvelle-Guinée (9e et 7e division australienne, 503e régiment de parachutistes américain)
- Opération Goodtime - 27 octobre 1943
  - Îles du Trésor (8e brigade néo-zélandaise)
- Opération Blissful - 28 octobre 1943
  - Île Choiseul (2e bataillon des Marines parachutistes américain)
- Opération Cherryblossom - 1er novembre 1943
  - Bougainville (3e division des Marines américaine, 37e division d'infanterie américaine)
- Opération Dexterity
  - Arawe, Nouvelle-Bretagne (112e cavalerie américaine) - 15 décembre 1943
  - Cap Gloucester (1re division des Marines américaine) - 26 décembre 1943
  - Saidor (32e division d'infanterie américaine) – 2 janvier 1944
- Îles Green - 15 février 1944 (3e division néo-zélandaise)
- Îles de l'Amirauté - 29 février 1944 (1re division de cavalerie américaine)
- Île d'Emirau - 20 mars 1944 (4e régiment de Marines américaine)

La New Guinea Force, dirigée par le général Thomas Blamey, se voit confier la responsabilité des poussées vers l'est sur la Nouvelle-Guinée continentale. La 6e armée américaine, dirigée par le général Walter Krueger, doit prendre Kiriwina, Woodlark et le cap Gloucester. Les forces terrestres doivent être soutenues par des unités aériennes alliées dirigées par le lieutenant-général George Kenney et des unités navales dirigées par le vice-amiral Arthur S. Carpender.
Au milieu de l'opération Cartwheel, les chefs d'état-major rencontrèrent le président Franklin Roosevelt et le premier ministre britannique Winston Churchill lors de la conférence Quadrant à Québec en août 1943. Là, la décision est prise de contourner et d'isoler Rabaul, plutôt que de tenter de capturer la base, et d'attaquer Kavieng à la place. Peu de temps après, la décision est prise de contourner également Kavieng. Bien qu'initialement contesté par MacArthur, le contournement de Rabaul, au lieu de sa neutralisation, signifie la bonne réalisation du plan Elkton initial, et après avoir envahi Saidor, il passa ensuite au « plan Reno », une avancée à travers la côte nord de la Nouvelle-Guinée jusqu'à Mindanao.
La campagne, qui s'étendit jusqu'en 1944, montra l'efficacité d'une stratégie « saute-mouton » consistant à éviter les grandes concentrations de forces ennemies et visant plutôt à couper les lignes d'approvisionnement et de communication japonaises.

### Neutralisation de Rabaul
La marine japonaise décide d'essayer de sauver Rabaul en envoyant des centaines d'avions depuis des porte-avions basés à Truk en décembre 1943 pour contrer les bombardiers américains et australiens. Mais la seule chose que cette opération a accomplie fut la destruction de 200 à 300 de leurs propres avions de transport irremplaçables et la perte d'aviateurs navals expérimentés. Cette dégradation de la flotte aérienne des porte-avions japonais a conduit la marine américaine à se préparer à lancer la campagne des Mariannes quelques mois plus tard. De plus, la campagne Alliée des îles de l'Amirauté fut menée à partir de fin février, après s'être informée que la base de Rabaul ne disposait plus d'avions japonais.
En février 1944, Rabaul ne dispose plus de chasseurs ou de bombardiers pour le reste de la guerre en raison des bombardements incessants des avions alliés basés à terre à seulement quelques centaines de kilomètres de Rabaul après la fin de la majeure partie de l'opération Cartwheel. 120 avions ont été évacués vers Truk le 19 février pour tenter de remplacer les avions porte-avions détruits de la marine. Les précieux mécaniciens de Rabaul ont tenté de quitter la ville par bateau le 21 février, mais leur navire, le Kokai Maru, a été coulé par des bombardiers alliés. Rabaul devint de facto un camp de prisonniers de guerre.

### Histoires officielles
Australie
- The New Guinea Offensives (Army)
- Royal Australian Navy, 1942–1945
- Air War Against Japan, 1943–1945 (RAAF)

Nouvelle-Zélande
- The Pacific

États-Unis
- John Jr. Miller, « CARTWHEEL: The Reduction of Rabaul », sur United States Army in World War II: The War in the Pacific, Office of the Chief of Military History, US Department of the Army, 1959 (consulté le 20 octobre 2006), p. 418
- Henry I. Shaw et Douglas T. Kane, « Volume II: Isolation of Rabaul », sur History of US Marine Corps Operations in World War II, 1963 (consulté le 18 octobre 2006)
- Wesley Frank Craven et James Lea Cate, « Vol. IV, The Pacific: Guadalcanal to Saipan, August 1942 to July 1944 », sur The Army Air Forces in World War II, US Office of Air Force History (consulté le 20 octobre 2006)